# X Factor (УК)
Икс фактор (енгл. X Factor) је британско телевизијско музичко такмичење у потрази за новим певачким талентима, изабраним на јавним аудицијама. Створен од стране Сајмона Кауела, шоу је почео у децембру 2004. и од тада је емитован на годишњем нивоу од августа / септембра до децембра.
Оригинални жири чинио је Кауел, Шерон Озборн, и Луис Волш.
Било је десет победника емисије:Стив Брукстин, Шејн Вард, Леона Левис, Лион Џексон, Александра Бурке, Џо Мекелдери,Мет Кардл, Литл Микс, Џејмс Артур и Сем Бејли. Победници добијају уговор за снимање са издавачком кућом Сајко Мјузик (енгл. Syco Music) са наведеном вредношћу од милион фунти.

## Историја
Икс фактор је креирао Сајмон Кауел као замену за Поп Ајдол(енгл. Pop Idol). Сајмон, који је био судија у Поп Ајдолу,желео је да лансира шоу у коме ће он имати телевизијска права.Сличност између два шоуа касније је постала предмет правног спора .

## Наступи уживо
Финале се састоји од две емисије које иду уживо. Прва приказује наступе такмичара, а у другој се открива победник добијен гласањем. У емисијама наступају и славни гости. Емисије уживо се снимају у Фаунтин студију (енгл. The Fountain Studios) у Вимблију, Лондон.

## Судије
- Судије-галерија
- Луис Волш
- Сајмон Кауел (2004–10, 2014–)
- Шерон Озбоурн (2004–07, 2013)
- Дани Миног (2007–10)
- Шерил Кол (2008–10,2014–)
- Гари Барлов (2011–13)
- Кели Роуланд (2011)
- Тулиса Контоставлос (2011–12)
- Никол Шерзингер (2012–13)